# HD 39429
HD 39429，又名BD+66 413，SAO 13662、HR 2041，是一颗恒星，视星等为6.25，位于銀經147.63，銀緯19.44，其B1900.0坐标为赤經5h 47m 25.7s，赤緯+66° 19.44′ 42″。